# Liste ehemaliger Mennonitenkirchen
Die Liste ehemaliger Mennonitenkirchen gibt einen Überblick über früher von mennonitischen Gemeinden genutzten Kirchen und Gemeindehäuser. Die Liste umfasst zunächst vor allem Kirchengebäude im mittel- und osteuropäischen Raum. Sie erhebt keinen Anspruch auf Vollständigkeit.

## Deutschland
| Name / Ort / Gemeinde                              | Baujahr | Territorium | Bemerkungen | Bilder | Literaturhinweise / Internetlinks |
| -------------------------------------------------- | ------- | --- | --- | ------ | --- |
| Lehr, Bolanden-Weierhof                            | 1770    | Heiliges Römisches Reich dt. Nation / Nassau-Weilburg (bis 1806), Deutsches Reich (1871–1945), Französische Besatzungszone (1945–1949), Bundesrepublik Deutschland / Rheinland-Pfalz (ab 1949/46) | Der Bau war zunächst ohne Genehmigung begonnen worden, nachdem eine entsprechend Bittschrift offensichtlich ohne Antwort geblieben war, und musste daraufhin wieder eingestellt werden. Erst auf Fürsprache durch einen Gönner (Geheimrat La Poitrie) kam die Genehmigung, die mit Kosten von 12 Gulden und 12 Kronen verbunden war. – Die Einweihung geschah unter Mitwirkung von Predigern benachbarter Gemeinden. – Die Einstellung eines hauptamtlichen Predigers hatte einen erhöhten Gottesdienstbesuch zur Folge, so dass ein größeres Bethaus gebaut wurde, das 1837 eingeweiht wurde. |        | Christian Neff, Christian Galle, Art. Weierhof, in: Mennonitisches Lexikon Bd. 4 (1967) S. 486. |
| Niederländische Kirche, Glückstadt                 | 1624    | Heiliges Römisches Reich dt. Nation / Herzogtum Holstein (bis 1806), Herzogtum Holstein (1806–1864/66), Preussen / Provinz Schleswig-Holstein (1866–1871), Deutsches Reich / Preussen / Provinz Schleswig-Holstein (1871–1945), Britische Besatzungszone (1945–1949), Bundesrepublik Deutschland / Schleswig-Holstein (ab 1949/46)                                       | Die Mennoniten nutzten mit den beiden anderen niederländischen Religionsgruppen der Stadt (Reformierte und Remonstranten) das Haus Schlachterstraße 7 als Kirche und Schule. Zwischen 1655 und 1734 wurde ein eigenes kleineres Gebäude Am Hafen 34 als mennonitisches Bethaus/Versammlungshaus genutzt. Der niederländische Friedhof lag außerhalb des Stadtgrabens an der Itzehoer Straße. |        | Global Anabaptist Mennonite Encyclopedia Online |
| Mennonitenkirche (auf der Großen Freiheit) Hamburg |         | | |        | Auf der nebenstehenden Karte von Altona von 1770 ist die Lage der Mennonitenkirche mit „U“ gekennzeichnet, der nahegelegene mennonitische Friedhof mit „V“. |
| Monsheim-Kriegsheim                                | ?       | Heiliges Römisches Reich dt. Nation (bis 1806), Deutsches Reich (1871–1945), Französische Besatzungszone (1945–1949), Bundesrepublik Deutschland / Rheinland-Pfalz (ab 1949) | Die alte Kirche wurde wegen Baufälligkeit und Überflutungsgefahr durch den benachbarten Fluss Pfrimm 1820 verkauft. Die eingenommenen Gelder flossen in den Neubau einer Kirche im benachbarten Monsheim. |        | Art. Kriegsheim bei gameo.org |
| Mennonitenkirche, Ludwigshafen                     | 1903    | Deutsches Reich (1871–1945), Französische Besatzungszone (1945–1949), Bundesrepublik Deutschland / Rheinland-Pfalz (ab 1949) | Die Kirche befand sich Kurze Straße 12 (MennLex II S. 699; Stand 1937). |        | Neff, Art. Ludwigshafen, in: Mennonitisches Lexikon Band II, S. 699f.; Art. Ludwigshafen bei gameo.org |
| Mennonitenkirche, Neustadtgödens                   | 1751    | Heiliges Römisches Reich dt. Nation / Grafschaft Ostfriesland (bis 1806), Königreich Holland (1806–1810), Kaiserreich Frankreich / Ems-Oriental (1810–1815), Königreich Hannover (1815–1866), Königreich Preußen / Provinz Hannover (1866–1918), Deutsches Reich (1871–1945), Britische Besatzungszone (1945–1949), Bundesrepublik Deutschland / Niedersachsen (ab 1949) | Täufer aus den Niederlanden waren unter den ersten Bewohner der im 16. Jahrhundert gegründeten Stadt, seit 1709 bestand ein mennonitische Bethaus, 1751 wurde das jetzige Kirchengebäude (Vermaning) gebaut, nach 1800 sank die Zahl der Mennoniten am Ort, 1841 wurde die letzte Predigt gehalten, seit 1893 gilt die Gemeinde als erloschen, heute ist in der früheren Mennonitenkirche ein Café eingerichtet. |        | Art. Neustadtgödens bei gameo.org |
| Mennonitenkirche, Neuwied                          | 1768    | Heiliges Römisches Reich dt. Nation (bis 1806), Herzogtum Nassau (1806–1815), Königreich Preußen (1815–1918), Deutsches Reich (1871–1945), Französische Besatzungszone (1945–1949), Bundesrepublik Deutschland / Rheinland-Pfalz (ab 1949) | In der zweiten Hälfte des 20. Jahrhunderts verkaufte die örtliche Mennonitengemeinde die Kirche, 1985 brannte die Kirche größtenteils ab, anschließend wurde sie wieder aufgebaut, heute Nutzung als städtische Galerie. |        | Art. Neuwied bei gameo.org |
| Norden                                             |         | Heiliges Römisches Reich dt. Nation (bis 1806), Königreich Preußen (seit 1744), Deutsches Reich (1871–1945), Britische Besatzungszone (1945–1949), Bundesrepublik Deutschland / Niedersachsen (ab 1949) | Die Gemeinde „besass das Haus Nr. 602 an der Westseite des Marktes, das vom Prediger bewohnt wurde; und das Nachbarhaus Nr. 603 mit drei Kammern, in dem die Armen der Gemeinde Unterkommen und Unterhalt fanden. Hinter beiden Häusern, jenseits einer Lohne, stand in stiller Verborgenheit ein Gebäude, das einer Bauernscheune ähnlicher als eine Kirche war, in dem die Gemeinde ihre Gottesdienste abhielt. Um da hineinzukommen, musste man entweder durch einen schmalen Gang, der sich zwischen beiden vorerwähnten Häusern befand, oder durch das sog. Armenhaus, Nr. 603, oder aber von hinten durch eine Lohne gehen, welche heute noch Mennonitenlohne genannt wird. Der unansehnliche und baufällige Zustand dieser ‚Kirche‘ liess bei vielen Mitgliedern der damals noch grösseren Gemeinde, die sich durchgängig günstiger Verhältnisse erfreuen mochten, den billigen Wunsch entstehen, ein ansehnlicheres Gebäude für ihren Gottesdienst zu haben und zu stiften. ... Der im Jahre 1796 begonnene Bau der neuen Kirche ward erst im Jahre 1797 im Frühling beendet, während welcher Zeit der Gottesdienst anfänglich noch in der alten Kirche ... wahrgenommen wurde. Als diese dann verkauft und geschleift war, ... wurde der Gottesdienst in einem grossen Saale des jetzt im Innern veränderten Hauses Nr. 381 abgehalten, das dem Herrn Reinhard Rahusen gehört (jetzt wohl das Vereinshaus), bis die nunmehr fertige Kirche am 2. April 1797 ... feierlichst eingeweiht wurde.“ |        | Zitat aus: Kurze Mitteilungen aus der Geschichte der Mennoniten-Gemeinden in Ostfriesland im allgemeinen und der Norder Gemeinde im besonderen bis zum Jahr 1797. Verfasst und den jetzigen Gemeindemitgliedern gewidmet von Jan ten Doornkat Koolman, Senator und Kommerzienrat. Norden. Druck von Diedr. Soltau. 1903 [= Aufbereitung eines Textes von 1843], Nachdruck, o. O., o. J., S. 53f.61. |

## West- und Ostpreußen
| Name / Ort / Gemeinde | Baujahr                                                              | Territorium | Bemerkungen | Bilder                              | Literaturhinweise / Internetlinks |
| --- | -------------------------------------------------------------------- | --- | --- | ----------------------------------- | --- |
| Mennonitenkirche, Danzig / Gdańsk | 1819                                                                 | Königreich Preußen / Provinz Westpreußen (bis 1918), Deutsches Reich (1871–1920), Freistaat Preußen (1918–1920), Freie Stadt Danzig (1920–1939), Deutsches Reich/NS-Staat (1933–1945), Volksrepublik Polen (1945–1989), Dritte Polnische Republik (ab 1989) vor 1819: Königlich Preußen (vor 1793), Königreich Preußen (1793–1807 und ab 1814), Republik Danzig (1807–1814) | Die ersten Täufer siedelten sich im 16. Jahrhundert in Danzig an, im 17. Jahrhundert entstanden erste mennonitische Kirchenbauten, die jetzige Kirche wurde 1819 erbaut, im Umfeld befanden sich weitere Einrichtungen der Gemeinde wie Armenhaus, Friedhof und Hospital, die Kirche wird heute von einer polnischen Pfingstgemeinde genutzt. |                                     | - Mennonitenkirche Danzig bei Wikimedia Commons - Die Kirche und das Prediger=Wohnhaus der Danziger Mennoniten=Gemeinde., in: Christlicher Gemeindekalender auf das Jahr 1895, 4. Jahrgang, S. 49–51, mit Abbildung. |
| Mennonitenkirche, Elbing / Elbląg | 1590 (weitere Kirchenbauten 1783, 1852, 1900)                        | Königreich Preußen / Provinz Westpreußen (bis 1918), Deutsches Reich (1871–1920), Freistaat Preußen (1918–1920), Ostpreußen (1920–1939), Danzig-Westpreußen (1939–1945), Volksrepublik Polen (1945–1989), Dritte Polnische Republik (ab 1989) | Wie in Danzig siedelten sich auch in Elbing und Umgebung (Ellerwald) bereits im 16. Jahrhundert niederländische Täufer an, die erste Elbinger Mennonitenkirche stammt von 1590, eine zweite Kirche in Ellerwald I. / Władysławowo entstand 1783, eine separate Gemeinde richtete 1852 eine weitere Mennonitenkirche in der Reiferbahnstrasse ein, die vierte Mennonitenkirche Elbings wurde 1900 in der Berlinerstraße 20 errichtet. Die erste Kirche von 1590 ist das älteste noch bestehende mennonitische Kirchengebäude. |                                     | |
| Mennonitenkirche, Preußisch Rosengart / Rozgart, Gemeinde Thiensdorf-Pr.Rosengart | 1890                                                                 | Deutsches Reich/NS-Staat (1933–1945), Volksrepublik Polen (1945–1989), Dritte Polnische Republik (ab 1989) | Die ersten Täufer siedelten sich Mitte des 16. Jahrhunderts im Marienburger Kleinen Werder (zwischen der Nogat und dem Drausensee / Druzno gelegen) an, die Gemeinde wurde entsprechend Kleinwerder Gemeinde genannt, zu Beginn des 17. Jahrhunderts bestanden Kontakte zu den Hutterern in Mähren, zeitweise bestand im Dorf Wengeln / Węgle-Żukowo ein hutterischer Bruderhof, nach dem Dreißigjährigen Krieg siedelten sich nochmal vertriebene Hutterer in der Region an und bildete wahrscheinlich zeitweise eine eigene hutterische Gemeinde, mennonitische Gemeindehäuser bestanden in Markushof / Markusy und Thiensdorf / Jezioro, zwischen 1791 und 1890 bildeten Markushof und Thiensdorf jeweils zwei selbstständige Gemeinden, nach einem Deichbruch mit nachfolgenden Überschwemmungen des Kleinen Werders vereinigten sich beide Gemeinden wieder zur Gemeinde Thiensdorf-Pr.Rosengart und bauten 1890 die Kirche in Preußisch Rosengart / Rozgart, die Kirche wurde im neugotischen Stil gebaut und verfügt – im Gegensatz zu vielen anderen Mennonitenkirchen – über einen Kirchturm sowie über eine Glocke. Die Gemeinde zählte im Jahr 1939 1.124 getaufte Mitglieder. Die Kirche wird heute von einer polnischen katholischen Gemeinde genutzt. Zur Gemeinde gehörende Friedhöfe lagen in Schwansdorf / Żurawiec, Thiensdorf und Preußisch Rosengart. |                                     | - Private Internetseite (mit Bildern) - Global Anabaptist Mennonite Encyclopedia Online |
| Mennonitenkirche, Heubuden / Stogi bei Marienburg / Malbork, Gemeinde Heubuden-Marienburg | 1768                                                                 | Königreich Preußen / Provinz Westpreußen (bis 1918), Deutsches Reich (1871–1920), Freistaat Preußen (1918–1920), Freie Stadt Danzig (1920–1939), Deutsches Reich/NS-Staat (1933–1945), Volksrepublik Polen (1945–1989), Dritte Polnische Republik (ab 1989) | Die ersten Täufer siedelten sich um 1565 im südlichen Marienburger Werder an, die Gemeinde war zeitlebens ländlich geprägt, nur ein kleiner Teil lebte direkt in der Stadt Marienburg, bis Mitte des 18. Jahrhunderts wurde noch am Niederländischen als Kirchensprache festgehalten, durch ein Privilegium des Bischofs von Culm vom 17. Juni 1768 konnte im gleichen Jahr in Heubuden eine Kirche aus Holz gebaut werden, 1853 wurde die Kirche um 14 Meter verlängert und ein gemauertes Fundament gelegt, zum Schluss umfasste die Kirche etwa 800 Sitzplätze, in den Jahren 1906–1907 wurde zudem ein Gemeindehaus in der Stadt Marienburg gebaut, dieses hatte eine Kapazität von 350 Plätzen, zuvor fanden Gemeindeaktivitäten auch in Czattkau / Czatkowy (bis 1897), in Wernersdorf / Pogorzała Wieś und Lesewitz (bis 1907) und in Klein-Lichtenau (bis 1911) statt. Die Gemeinde Heubuden-Marienburg hatte im Jahr 1929 1092 getaufte Mitglieder, die Kirche wurde nach 1945 von einer polnischen katholischen Gemeinde genutzt. In Heubuden befindet sich ein circa 2,6 ha großer mennonitischer Friedhof. | Mennonitischer Friedhof in Heubuden | - Global Anabaptist Mennonite Encyclopedia Online |
| Mennonitenkirche, Fürstenwerder / Żuławki, Gemeinde Fürstenwerder bzw. Bärwald | 1768 (1990 abgebrannt)                                               | Königlich Preußen (vor 1772), Königreich Preußen / Provinz Westpreußen (1772–1918), Deutsches Reich (1871–1920), Freistaat Preußen (1918–1920), Freie Stadt Danzig (1920–1939), Deutsches Reich/NS-Staat (1933–1945), Volksrepublik Polen (1945–1989), Dritte Polnische Republik (ab 1989)                                                                                  | Durch ein Privilegium des Bischofs von Culm vom 17. Juni 1768 konnte im gleichen Jahr in Fürstenwerder eine Kirche aus Holz gebaut werden, vor etwa 1830 gehörte Fürstenwerder zur flämischen Gemeinde im Großen Werder, 1924 zählte die Gemeinde 540 Mitglieder, 1990 wurde das Kirchengebäude durch ein Feuer zerstört. |                                     | - Global Anabaptist Mennonite Encyclopedia Online |
| Mennonitenkirche, Tiegenhagen, Gemeinde Tiegenhagen | 1768 (1892 durch eine Backsteinkirche ersetzt)                       | Königlich Preußen (vor 1772), Königreich Preußen / Provinz Westpreußen (1772–1918), Deutsches Reich (1871–1920), Freistaat Preußen (1918–1920), Freie Stadt Danzig (1920–1939), Deutsches Reich/NS-Staat (1933–1945), Volksrepublik Polen (1945–1989), Dritte Polnische Republik (ab 1989)                                                                                  | Die Gemeinden Tiegenhagen entstand 1735 aus der Teilung der flämischen Gemeinde im Großen Werder in vier kleinere Gemeinden, durch ein Privilegium des Bischofs von Culm vom 17. Juni 1768 konnte im gleichen Jahr in Tiegenhagen eine Kirche aus Holz gebaut werden, 1892 wurde die Holzkirche jedoch abgerissen und an gleicher Stelle am Ufer der Tiege eine neue Backsteinkirche errichtet. |                                     | - Global Anabaptist Mennonite Encyclopedia Online |
| Mennonitenkirche, Rosenort / Żuławki bei Tiegenhof / Nowy Dwór Gdański, Gemeinde Rosenort | 1768                                                                 | Königlich Preußen (vor 1772), Königreich Preußen / Provinz Westpreußen (1772–1918), Deutsches Reich (1871–1920), Freistaat Preußen (1918–1920), Freie Stadt Danzig (1920–1939), Deutsches Reich/NS-Staat (1933–1945), Volksrepublik Polen (1945–1989), Dritte Polnische Republik (ab 1989)                                                                                  | Die Gemeinde geht auf die Einwanderung niederländischer Täufer in die Landstriche südlich und östlich der Stadt Tiegenhof / Nowy Dwór Gdański im Großen Werder zurück, ursprünglich gehörte Rosenort zur flämischen Gemeinde im Großen Werder, ab 1639 wurden eigene Älteste gewählt, anfangs fanden die Gemeindeaktivitäten in Privathäusern, Scheunen und Ställen statt, durch ein Privilegium des Bischofs von Culm vom 17. Juni 1768 konnte im gleichen Jahr in Rosenort eine Kirche aus Holz gebaut werden, am 19. Januar 1812 wurde die Kirche in Rosenort durch ein Feuer zerstört, wurde aber bis zum 20. November 1814 wieder aufgebaut, beim Brand wurden Aufzeichnungen zwischen 1772 und 1809 komplett vernichtet, mehrmals wurde die Kirche durch Überschwemmungen beschädigt (so 1681, 1848 und 1888), bei der Kirche befand sich auch ein mennonitische Friedhof, ein weiterer wurde 1883 in Zeyersvorderkampen / Kępiny Małe angelegt, 1941 zählte die Gemeinde etwa 800 Mitglieder. Durch die mennonitische Auswanderung findet sich der Ortsname Rosenort auch im kanadischen Manitoba, in Mexiko und in Paraguay. |                                     | - Global Anabaptist Mennonite Encyclopedia Online |
| Mennonitenkirche, Orlofferfelde / Orłowskie Pole, Gemeinde Ladekopp-Orlofferfelde-Pordenau | 1751                                                                 | Königlich Preußen (vor 1772), Königreich Preußen / Provinz Westpreußen (1772–1918), Deutsches Reich (1871–1920), Freistaat Preußen (1918–1920), Freie Stadt Danzig (1920–1939), Deutsches Reich/NS-Staat (1933–1945), Volksrepublik Polen (1945–1989), Dritte Polnische Republik (ab 1989)                                                                                  | Die Gemeinde Orlofferfelde geht auf das Jahr 1562 zurück, als mennonitische Siedler die Niederungen des Großen Marienburger Werder entwässern und kultivieren sollten, die Gemeinde erstreckte sich über etwa 20 Dörfer, die Gemeindeaktivitäten fanden in den ersten Jahrzehnten in Privathäusern und Scheunen statt, erst 1751 durfte eine Kirche in Orlofferfelde errichtet werden, die Gemeinde Orlofferfelde wurde der friesischen Richtung zugerechnet, in der gleichen Region bestand auch eine flämische Gemeinde mit Kirchengebäuden in Ladekopp und Pordenau, beide Gemeinden vereinigten sich 1882, die jeweiligen Kirchengebäude in Orlofferfelde, Ladekopp und Pordenau wurden weiter genutzt, 1940 verfügte die vereinigte Gemeinde über 739 getaufte Mitglieder, die heutige Nutzung des Kirchengebäudes ist unbekannt. |                                     | - Global Anabaptist Mennonite Encyclopedia Online |
| Mennonitenkirche, Ladekopp / Lubieszewo, Gemeinde Ladekopp-Orlofferfelde-Pordenau | 1768 (1945 zerstört)                                                 | Königlich Preußen (vor 1772), Königreich Preußen / Provinz Westpreußen (1772–1918), Deutsches Reich (1871–1920), Freistaat Preußen (1918–1920), Freie Stadt Danzig (1920–1939), Deutsches Reich/NS-Staat (1933–1945), Volksrepublik Polen (1945–1989), Dritte Polnische Republik (ab 1989)                                                                                  | Die Gemeinde Ladekopp entstand zwischen 1735 und 1740, als die flämische Gemeinde im Großen Werder in vier kleinere Gemeinden aufgeteilt wurde, in der Region Ladekopp bestand neben der flämisch ausgerichteten Gemeinde zudem noch die friesische Gemeinde Orlofferfelde, 1768 konnte in Ladekopp ein Kirchengebäude mit etwa 600 Sitzplätzen gebaut werden, 1800 konnte die Gemeinde eine weitere Kirche in Pordenau mit einer Kapazität von 250 Plätzen errichten, beide Kirchen verfügten über angrenzende Friedhöfe, 1882 vereinigte sich die Gemeinde Ladekopp mit der in Orlofferfelde zu der Gemeinde Ladekopp-Orlofferfelde-Pordenau, 1940 verfügte die vereinigte Gemeinde über 739 getaufte Mitglieder, die beiden Kirchengebäude in Ladekopp und Pordenau wurden in den Kämpfen am Ende des Zweiten Weltkrieges zerstört. |                                     | - Global Anabaptist Mennonite Encyclopedia Online |
| Mennonitenkirche, Tragheimerweide / Barcice bei Marienwerder / Kwidzyn, | 1768 (1866 Neubaue einer Backsteinkirche)                            | Königlich Preußen (vor 1772), Königreich Preußen / Provinz Westpreußen (1772–1918), Deutsches Reich (1871–1920), Freistaat Preußen (1918–1920), Freie Stadt Danzig (1920–1939), Deutsches Reich/NS-Staat (1933–1945), Volksrepublik Polen (1945–1989), Dritte Polnische Republik (ab 1989)                                                                                  | Die Gemeinde Tragheimerweide geht auf die Zuwanderung von Mennoniten in der ersten Hälfte des 18. Jahrhunderts zurück, die Siedler kamen zum Teil aus Litauen/Memelland und zum Teil aus den Gemeinden Montau und Schönsee, 1728 gestattete der Bischof von Culm der Gemeinde eine eigene Kirche aus Holz bauen zu dürfen, die Kirche wurde 1763 vergrößert und ein Friedhof angelegt, seit 1762 führt die Gemeinde Kirchenbücher, 1866 wurde an Stelle der alten Holzkirche eine neue Backsteinkirche im gotischen Stil errichtet, 1892 wurde eine Orgel eingebaut, in Marienwerder und Zandersfelde bestanden zeitweise Tochtergemeinden, 1940 zählte die Gemeinde 510 Mitglieder, die weitere Nutzung des Kirchengebäudes ist unbekannt. |                                     | - Global Anabaptist Mennonite Encyclopedia Online |
| Mennonitenkirche, Montau / Mątawy Gemeinde Montau-Gruppe | 1586 (Neubau 1859)                                                   | Königlich Preußen (vor 1772), Königreich Preußen / Provinz Westpreußen (1772–1918), Deutsches Reich (1871–1918), Zweite Polnische Republik (1918–1939), Deutsches Reich/NS-Staat (1933–1945), Volksrepublik Polen (1945–1989), Dritte Polnische Republik (ab 1989) | Die Gemeinde in Montau besteht bereits seit 1568, als sich eine Reihe von niederländischen Mennoniten aus dem Danziger Werder in den Weichselniederungen in und bei Montau niederließen, bis ins 17. Jahrhundert folgten noch weiterer mennonitische Siedler aus den Niederlanden, vermutlich gab es bereits seit 1586 ein mennonitisches Gemeindehaus, 1859 wurde dieses jedoch an gleicher Stelle neu gebaut, die Kirche in Montau besaß einen Kirchturm mit einer Uhr, in Gruppe besaß die Gemeinde eine weitere kleinere Kirche ohne Turm, 1941 zählte die Gemeinde etwa 300 getaufte Mitglieder, die weitere Nutzung des Kirchengebäudes ist unbekannt. |                                     | - Global Anabaptist Mennonite Encyclopedia Online |
| Mennonitenkirche, Gruppe Gemeinde Montau-Gruppe | 1776 (1897 neue Kirche)                                              | Königlich Preußen (vor 1772), Königreich Preußen / Provinz Westpreußen (1772–1918), Deutsches Reich (1871–1918), Zweite Polnische Republik (1918–1939), Deutsches Reich/NS-Staat (1933–1945), Volksrepublik Polen (1945–1989), Dritte Polnische Republik (ab 1989) | Seit 1776 besteht in Ober-Gruppe ein mennonitisches Kirchengebäude, dieses wurde 1865 umgebaut, 1897 wurde eine neue Kirche erworben, 1899 eine Orgel eingebaut, die weitere Nutzung des Kirchengebäudes ist unbekannt. |                                     | - Global Anabaptist Mennonite Encyclopedia Online |
| Mennonitenkirche, Schönsee / Sosnówka | 1618                                                                 | Königlich Preußen (vor 1772), Königreich Preußen / Provinz Westpreußen (1772–1918), Deutsches Reich (1871–1918), Zweite Polnische Republik (1918–1939), Deutsches Reich/NS-Staat (1933–1945), Volksrepublik Polen (1945–1989), Dritte Polnische Republik (ab 1989) | Schon früh siedelten Täufer/Mennoniten in Schönsee und den umgebenden Dörfern, ein zweiter Pachtvertrag zwischen der Stadt Kulm (der das Land um Schönsee gehörte) und den mennonitischen Siedlern von 1594 ist noch bewahrt, bereits um 1570 gab es in Schönsee jeweils eine flämische und eine friesische mennonitische Gemeinde, das Gemeindehaus der Flamen wurde als kleine Schule, das 1618 erbaute Gemeindehaus der Friesen als große Schule bezeichnet, 1849 vereinigte sich die flämische mit der friesischen Gemeinde, das flämische Gemeindehaus wurde zugunsten des 1618 gebauten friesischen Gemeindehauses aufgegeben, 1941 zählte die Gemeinde 179 Mitglieder, die weitere Nutzung des Kirchengebäudes ist unbekannt. |                                     | - Global Anabaptist Mennonite Encyclopedia Online |
| Mennonitenkirche, Obernessau bei Thorn / Toruń Gemeinde Obernessau | 1778 (1889 durch Blitzeinschlag zerstört, 1889/1890 wiederaufgebaut) | Königlich Preußen (vor 1772), Königreich Preußen / Provinz Westpreußen (1772–1806), Herzogtum Warschau (1806–1815), Königreich Preußen (1815–1918), Zweite Polnische Republik (1918–1939), Deutsches Reich/NS-Staat (1933–1945), Volksrepublik Polen (1945–1989), Dritte Polnische Republik (ab 1989)                                                                       | Die Gemeinde Obernessau war eine der ältesten mennonitischen Gemeinden im westpreußischen Raum, gegründet in der Mitte des 16. Jahrhunderts in der Nähe der polnischen Stadt Thorn durch niederländische Täufer, die lokale Mennonitenkirche wurde 1778 errichtet, jedoch am 11. Juni 1889 durch einen Blitzeinschlag zerstört, anschließend wieder aufgebaut, ein Teil der Mitglieder lebte auf der Korzeniecer Kämpe (einer bis 1909 bestehenden Insel in der Weichsel gegenüber der Stadt Thorn), durch wiederholte Überschwemmungen der Weichsel und hohe Steuerabgaben wanderten viele Mennoniten ab, so dass die Anzahl der Gemeindeglieder stetig abnahm, um 1775 siedelte ein Teil der Gemeinde nach Deutsch-Kazun bei Warschau aus, 1852 zählte die Gemeinde noch 64 getaufte Mitglieder, 1941 war es nur noch 12, das Gebäude dient heute einer polnischen katholischen Gemeinde als Kirche. |                                     | - Global Anabaptist Mennonite Encyclopedia Online |
| Mennonitenkirche (Bethaus), Königsberg / Kaliningrad | 1770                                                                 | Königreich Preußen / Provinz Ostpreußen (bis 1918), Deutsches Reich (1871–1920), Freistaat Preußen (1918–1947), Sowjetunion / Russische SFSR (1947–1991), Russische Föderation (ab 1991) | Mennoniten in Königsberg wurden erstmals 1579 erwähnt, eine Gemeinde wurde jedoch erst 1722 gegründet, nachdem einige mennonitische Familien die Whiskydestillation in der Stadt etablierten, das Gemeindehaus / Bethaus der Königsberger Mennoniten wurde 1770 gebaut, 1934 hatte die Gemeinde Königsberg 65 Mitglieder, Verbleib des Gebäudes unbekannt. |                                     | - Global Anabaptist Mennonite Encyclopedia Online |
| Mennonitenkirche, Plauschwarren / Plaušvariai, Gemeinde Memelniederung (früher auch Litthauer Gemeinde und Gemeinde Adlig Pokraken (1938–1946: Adliggrieteinen, russisch: Winogradowka, nicht mehr existent) genannt) | 1767 (1897 verkauft)                                                 | Königreich Preußen / Provinz Ostpreußen (bis 1919), unter alliierter Kontrolle (1919/20–1923/24), Litauen (1923/24–1939), Deutsches Reich (1939–1944), Sowjetunion (1944–1991), Litauische SSR (1948–1990), Litauen (ab 1990) | Ab 1713 siedelten sich Mennoniten in und um die Stadt Tilsit / Sowetsk am Südufer der Memel an, ab 1724 mussten die Mennoniten die Region jedoch wieder verlassen, die meisten von ihnen siedelten daraufhin ins Kulmerland über, wo sie die Gemeinde Tragheimerweide mitbegründeten, ab 1740 kamen neue mennonitische Einwanderer in die Tilsiter Region und gründeten 1758 die Litthauer Gemeinde in Plauschwarren / Plaušvarė, 1767 wurde die örtliche Mennonitenkirche gebaut, nach dem Bau eines neuen Gemeindehauses in Adlig Pokraken wurde die Kirche in Plauschwarren zwischen 1831 und einem größeren Umbau 1884 nicht mehr für Gemeindeaktivitäten genutzt, 1897 wurde das Kirchengebäude in Plauschwarren verkauft, die heutige Nutzung ist unbekannt. |                                     | - Global Anabaptist Mennonite Encyclopedia Online |
| Mennonitenkirche, Adlig Pokraken (auch Adlig Grieteinen), Gemeinde Memelniederung (früher auch Litthauer Gemeinde und Gemeinde Adlig Pokraken genannt)                                                                | 1831                                                                 | Königreich Preußen / Provinz Ostpreußen (bis 1918), Deutsches Reich (1871–1920), Freistaat Preußen (1918–1947), Sowjetunion / Russische SFSR (1947–1991), Russische Föderation (ab 1991) | Um 1831 wurde die Mennonitenkirche als Versammlungsstätte der Gemeinde Memelniederung im ehemaligen Gutshaus von Adlig Pokraken eingerichtet, die heutige Nutzung ist unbekannt. |                                     | - Global Anabaptist Mennonite Encyclopedia Online - Foto vom Inneren der Kirche aus dem Jahr 1931 |

## Ostbrandenburg
| Name / Ort / Gemeinde                                                                           | Baujahr          | Territorium                                                                 | Bemerkungen | Bilder | Literaturhinweise / Internetlinks                 |
| ----------------------------------------------------------------------------------------------- | ---------------- | --------------------------------------------------------------------------- | --- | ------ | ------------------------------------------------- |
| Gemeindehaus, Brenkenhoffswalde / Błotnica und Franztal / Głęboczek, Gemeinde Brenkenhoffswalde | Ende des 18. Jh. | Königreich Preußen (vor 1918), Deutsches Reich (1871–1945), Polen (ab 1945) | 1765 gestattete Friedrich der Große 35 aus dem Kulmerland vertriebenen mennonitischen Familien sich in Brenkenhoffswalde und im angrenzenden Franztal im östlichen Brandenburg anzusiedeln, diese gründeten sogleich die flämische Gemeinde Brenkenhoffswalde, kurze Zeit später wurde auch ein Gemeindehaus errichtet, die Gemeinde bestand bis 1834 als der Großteil der Gemeinde nach Russland auswanderte. |        | - Global Anabaptist Mennonite Encyclopedia Online |

## Polen
| Name / Ort / Gemeinde                             | Baujahr                                                       | Territorium | Bemerkungen | Bilder | Literaturhinweise / Internetlinks                 |
| ------------------------------------------------- | ------------------------------------------------------------- | --- | --- | ------ | ------------------------------------------------- |
| Mennonitenkirche, Deutsch-Kazun, jetzt Kazuń Nowy | 1823 (Neubau 1892, im Ersten Weltkrieg zerstört, Neubau 1924) | Polen (vor 1793), Südpreußen (1793–1807), Herzogtum Warschau (1807–1815), Kongresspolen (1815–1918), Polen (1918–1939), Generalgouvernement (1939–1945), Polen (ab 1945) | Die Gemeinde in Deutsch-Kazun wurde 1776 von mennonitischen Zuwanderern aus dem Kulmerland und aus der Region um Thorn gegründet. Die örtliche Mennonitenkirche wurde 1823 errichtet, jedoch 1891 wieder abgerissen, da sie von Überschwemmungen der Weichsel bedroht war, am 30. Oktober 1892 konnte schließlich ein neues von einem Damm geschütztes Kirchengebäude eingeweiht werden, auch dieses wurde im Ersten Weltkrieg zerstört, konnte aber 1924 wieder aufgebaut werden, die Gemeinde Deutsch-Kazun hatte zeitweise bis zu zehn Tochtergemeinden, vor dem Ersten Weltkrieg zählte die Gemeinde 375 getaufte Mitglieder, von denen etwa die Hälfte in Kazun selber lebte, 1940 zählte die Gemeinde nur noch 260 getaufte Mitglieder, 1923 wurde in Kazun neben der schon bestehenden Gemeinde eine Mennonitische Brüdergemeinde gegründet, vor Beginn des Zweiten Weltkrieges wurde die Gemeinde Opfer der aufgeladenen nationalen Stimmung zwischen Polen und Deutschen, am 7. September 1939 wurden acht Mitglieder der Gemeinde von polnischen Soldaten erschossen, weitere wurden vorübergehend inhaftiert, die heutige Nutzung des Kirchengebäudes ist unbekannt. |        | - Global Anabaptist Mennonite Encyclopedia Online |
| Kapelle, Deutsch-Wymysle, jetzt Nowe Wymyśle      | zw. 1764 und 1770 (zwischen 1860 und 1864 abgebrannt)         | Polen (vor 1793), Südpreußen (1793–1807) Herzogtum Warschau (1807–1815), Kongresspolen (1815–1918), Polen (1918–1939), Generalgouvernement (1939–1945), Polen (ab 1945)  | Die Gemeinde in Deutsch-Wymysle geht auf mennonitische Zuwanderer aus der Region um Montau zurück, die sich 1762 unweit der Stadt Gąbin (Gombin) niederließen, Kirchen- und Schulgebäude wurden zwischen 1764 und 1770 gebaut, zwischen 1860 und 1864 brannte die Kirche nieder, in den 1870er Jahren wanderten viele Mitglieder nach Nord- und Südamerika aus, neben der kirchlichen Mennonitengemeinde bildete sich Ende des 19. Jahrhunderts auch eine Mennoniten-Brüdergemeinde. |        | - Global Anabaptist Mennonite Encyclopedia Online |

## Galizien
| Name / Ort / Gemeinde                                                                           | Baujahr                                                                                         | Territorium | Bemerkungen | Bilder | Literaturhinweise / Internetlinks                 |
| ----------------------------------------------------------------------------------------------- | ----------------------------------------------------------------------------------------------- | --- | --- | ------ | ------------------------------------------------- |
| Gemeindehäuser, Kiernica, Neuhof, Ehrenfeld-Błyszczywody und Lemberg, Gemeinde Lemberg-Kiernica | 1839 in Einsiedel, 1860 in Kiernica, 1865 in Neuhof und Ehrenfeld-Błyszczywody, 1911 in Lemberg | Österreich / Österreichisches Kronland Königreich Galizien und Lodomerien (1772–1918), Kaisertum Österreich (1804–1867), Österreich-Ungarn (1867–1918), West-Ukrainische Volksrepublik (teilweise 1918/19 in Lemberg/Ostgalizien), Zweite Polnische Republik (1918/19–1939), Sowjetunion / Ukrainische SSR (1939–1941 in Ostgalizien), Generalgouvernement (1939/1941–1944), Sowjetunion / Ukrainische SSR (1944–1991), Ukraine (ab 1991) | Mit der ersten Teilung Polens kam Galizien 1772 zu Österreich, der römisch-deutsche Kaiser Joseph II. stellte 1781 ein Ansiedlungspatent sowie ein Toleranzpatent aus, in Folge siedelten sich protestantische Einwanderer aus der Pfalz in Galizien an (Galiziendeutsche), unter ihnen auch viele Mennoniten, mennonitische Siedler ließen sich anfangs vor allem in den drei Siedlungen Einsiedel, Falkenstein und Rosenberg (im heutigen Schtschyrez) nieder, seit 1805 werden Kirchenbücher geführt, 1816 wurde in Einsiedel eine mennonitische Schule gebaut, in der auch Gemeindeaktivitäten stattfanden, 1839 wurde die Schule in eine Kirche umgebaut, weitere Gemeindehäuser wurden 1860 in Kiernica und 1865 in Neuhof und Ehrenfeld-Błyszczywody errichtet, Ende des 19. Jahrhunderts wanderten etwa 70 mennonitische Familien nach Nordamerika aus, 1909 wurde die Gemeinde auch rechtlich organisiert, 1910 wurde ein Verein zur Förderung der kulturellen und sozialen Interessen der galizischen Mennoniten gegründet, 1911 wurde ein Haus in Lemberg gekauft, das sowohl eine Kapelle als auch ein Pastorat umfasste, im April 1913 begründete die Gemeinde Lemberg-Kiernica das Mennonitische Gemeindeblatt für Österreich (bis 1939 erschienen), 1914 zählte die Gemeinde etwa 400 getaufte Mitglieder, zu Beginn des Zweiten Weltkrieges wurden die galizischen Mennoniten umgesiedelt, nach dem Krieg siedelte ein Großteil nach Uruguay um, die weitere Nutzung der ehemals mennonitischen Gemeindehäuser ist unbekannt. |        | - Global Anabaptist Mennonite Encyclopedia Online |

## Wolhynien
| Name / Ort / Gemeinde | Baujahr | Territorium | Bemerkungen | Bilder | Literaturhinweise / Internetlinks                                 |
| --------------------- | ------- | --- | --- | ------ | ----------------------------------------------------------------- |
| Kirche                | 18. Jh. | Russland (1793/95–1919), aufgeteilt zwischen der Sowjetunion / Ukrainischer SSR und Zweiter Polnischer Republik (1919–1939), Sowjetunion / Ukrainische SSR (1939–1941), Reichskommissariat Ukraine / Generalbezirk Wolhynien-Podolien (1941–1944), Sowjetunion / Ukrainische SSR (1944–1991), Ukraine (seit 1991) | Wolhynien wurde zeitweise von mehreren mennonitischen Siedlungsgruppen besiedelt, meist auf Wunsch des lokalen Adels, unter den ersten Siedlern waren Mennoniten niederländischer Herkunft, von denen einige aus dem westpreußischen Graudenz stammten und zuvor in Michalin (ebenfalls Wolhynien/Ukraine) gesiedelt hatten, sie siedelten sich zwischen 1801 und 1812 in der Nähe von Ostroh an, das erste Dorf war Karolswalde, später folgten Antonovk, Jadvinin, Dossidorf, Fürstendorf, Gnadenthal, Waklheim und Fürstenthal, zwischen 1806 und 1618 kamen weitere niederländisch-preußische Mennoniten, die sich in der Nähe der Stadt Rafalovka ansiedelten, auch süddeutsche Täufer siedelten sich 1797 in Wolhynien an, nachdem sie zuvor auf dem hutterischen Bruderhof in Wischenka gelebt hatten, schweizerisch-französische Amische aus der Region um Montbéliard gründeten zudem um 1807 das Dorf Eduardsdorf, die französischen Amischen hatten zuvor einige Jahre in Polen gesiedelt, zwischen den Siedlungen Kutusovka und Neumannovka wurde im 18. Jahrhundert eine Kirche gebaut, Ende des 19. Jahrhunderts wanderte der Großteil der Wolhynier Mennoniten nach Nordamerika aus, die heutige Nutzung der Kirche ist unbekannt. Ehemalige mennonitische Gemeinden bestanden in Heinrichsdorf (Shitomir), Kalswalde (Ostroh), Kutusowka (Shitomir), Michalin und Franzthal (Luzk) |        | - Global Anabaptist Mennonite Encyclopedia Online - wolhynien.de/ |

## Frankreich
| Name / Ort / Gemeinde          | Baujahr  | Territorium | Bemerkungen | Bilder | Literaturhinweise / Internetlinks |
| ------------------------------ | -------- | --- | --- | ------ | --- |
| Kapelle / Wissembourg-Geisberg | 1711 (?) | Frankreich (bis 1870), Deutsches Reich (1871–1918), Dritte Französische Republik (1918–1940), Deutsches Reich/NS-Staat (1940–1944/45), Frankreich/Provisorische Regierung/Vierte Französische Republik/Fünfte Französische Republik (nach 1944/45) | Das Torgebäude des 1711 errichteten Schlosses, das heute bis auf wenige Überreste nicht mehr erhalten ist, diente von nach einem entsprechenden Umbau 1849 bis in die siebziger Jahre des vergangenen Jahrhunderts als Kapelle. Heute träumt es, teils dicht mit Efeu bewachsen, ungenutzt vor sich hin und wird von der Gemeinde eher als denkmalgeschützte Last empfunden. In den Kämpfen des Zweiten Weltkrieges von 1944 bis 1945 ist das Schloss und auch die Kapelle zerstört worden. Mit Hilfe amerikanischer Mennoniten wurde sie bis 1947 wieder hergestellt. |        | Willy Storck, Ort des Glaubens und Schlachtfeld zugleich. Bei Wissembourg im Elsass gibt es eine Mennoniten-Siedlung – Früher stand am Geisberg ein großes Schloss, in: Saarbrücker Zeitung vom 12./13. Januar 2013. Artikel bei GAMEO |
| Kapelle / Wissembourg-Geisberg | 1972     | Frankreich | Neben einem ehemaligen Kinderheim, in dem sich heute Bibliothek und Archiv der Mennonitengemeinde Geisberg befinden, steht eine 1972 begonnene Kapelle, in der heute Versammlungs-, Veranstaltungs- und Jugendräume untergebracht sind. Zum Hang hin daran gebaut wurde Ende der neunziger Jahre die jetzige Kapelle. Das ist – wie bei den Mennoniten üblich – ein eher schmuckloser, aber architektonisch sehr ansprechender Bau. |        | Willy Storck, Ort des Glaubens und Schlachtfeld zugleich. Bei Wissembourg im Elsass gibt es eine Mennoniten-Siedlung – Früher stand am Geisberg ein großes Schloss, in: Saarbrücker Zeitung vom 12./13. Januar 2013.                   |